# Говорово (гміна)
Гміна Говорово (пол. Gmina Goworowo) — сільська гміна у центральній Польщі. Належить до Остроленцького повіту Мазовецького воєводства.
Станом на 31 грудня 2011 у гміні проживало 8689 осіб.

## Площа
Згідно з даними за 2007 рік площа гміни становила 218.93 км², у тому числі:
- орні землі: 63.00%
- ліси: 29.00%

Таким чином, площа гміни становить 10.43% площі повіту.

## Населення
Станом на 31 грудня 2011:
| Опис     | Загалом | Загалом | Чоловіки | Чоловіки | Жінки | Жінки |
| -------- | ------- | ------- | -------- | -------- | ----- | ----- |
| одиниця  | осіб    | %       | осіб     | %        | осіб  | %     |
| все      | 8689    | 100     | 4437     | 51.06    | 4252  | 48.94 |
| міське   | 0       | 100     | 0        |          | 0     |       |
| сільське | 8689    | 100     | 4437     | 51.06    | 4252  | 48.94 |

## Сусідні гміни
Гміна Говорово межує з такими гмінами: Вонсево, Длугосьодло, Жевне, Жекунь, Млинаже, Ружан, Червін.